# Index librorum prohibitorum
Index librorum prohibitorum („Seznam zakázaných knih“) byl v letech 1559–1966 oficiálním seznamem publikací, které katolická církev věřícím zakazovala číst. Jednalo se o spisy, které podle názorů katolického kléru mohly poškodit víru nebo mravy věřících, tedy o publikace domněle amorální a o knihy odporující katolické věrouce a mravouce.

## VznikIndexu
Katolická církev již od svého zrodu bojovala proti názorům a knihám, které se neslučovaly s její vírou. „Právo a povinnost církve zkoumati a zapovídati knihy víře nebo mravům nebezpečné vyplývá z jejího božského poslání, z podstaty a účelu církve samé. Církev katolická toho práva vždy si byla vědoma a hned od svého počátku prakticky je prováděla. Ve Skutcích apoštolských (19,19) čteme: »Mnozí pak z těch, kteříž byli všetečných věcí (čarodějnictví) hleděli, snesli knihy a spálili je přede všemi.« ... První příklad hned na počátku církve, že knihy špatné ničeny, věřícím zapovídány.“
Mocenské údery proti pohanům a heretikům zpočátku nevedla samotná církev, která k tomu neměla ani odpovídající prostředky, ale římský stát, který v tomto ohledu podřizoval svůj rozvětvený aparát jednoznačně církevním zájmům. Církevní sněm v Niceji v roce 325 zavrhl spis alexandrijského kněze Aria a císař Konstantin vydal dekret, v němž hrozil smrtí těm, kdo by Ariovy knihy měli u sebe a nevydali je ke spálení.
Papež Anastasius I. odsoudil roku 401 některé knihy Órigenovy, papež Inocenc I. roku 417 spisy Pelagiovy, papež Lev I. Veliký roku 447 knihy manicheiských. Efezský koncil odsoudil roku 431 spisy Nestoriovy a z podnětu tohoto sněmu zakročila státní moc proti Nestoriovým knihám. V císařském výnosu stálo: „Ať se nikdo neodvažuje vlastnit, číst nebo opisovat bezbožné knihy zločinného a svatokrádežného Nestoria proti ctihodné sektě pravověrných a proti rozhodnutí nejsvětějšího shromáždění předáků, konaného v Efesu. Rozhodli jsme, aby se tyto knihy svědomitě a pilně vyhledávaly a veřejně spalovaly.“
Roku 496 vydal papež Gelasius I. seznam knih, kde vedle dovolených jsou uvedeny i knihy zapověděné; jde o apokryfy, knihy kacířské a pověrečné. Čím jdeme dále do středověku, tím více se množí zákazy knih. Uvádíme jen některé známější případy: zákaz knih Berengarových roku 1050, díla Abélardova roku 1121, spisů Marsilia z Padovy a Jana z Janduna roku 1327. Kostnický koncil odsoudil spisy Jana Viklefa i Jana Husa a nařídil biskupům, aby je pálili. „Vedle těchto a přemnoha jiných zapověděných knih a spisů haeretických zapověděno ve středověku veliké množství knih o různých pověrách, jako magii, nekromantii a podobných jednajících.“
Velmi energicky byl církví pronásledován židovský Talmud. Již roku 1242 bylo z podnětu papeže Řehoře IX. a na rozkaz krále Ludvíka IX. Svatého spáleno v Paříži 20 vozů naložených zabavenými exempláři Talmudu. V roce 1244 vydal papež Inocenc IV. bulu „Impia Judaeorum perfidia“, v níž žádal krále Ludvíka IX., aby Talmud a spisy související (komentáře apod.) kázal shromažďovat a pálit. Také papežové Klement IV., Honorius IV. a Jan XXII. zničení těchto knih opět a opět požadovali. V roce 1593 vydal papež Klement VIII. bulu „Cum Hebraeorum malitia“, v níž zakázal užívání Talmudu jak křesťanům, tak i židům. Nikdo nesměl tyto knihy vlastnit, číst, kupovat, prodávat nebo tisknout a neposlušnost byla trestána ztrátou jmění a dalšími těžkými tresty, i tělesnými; nalezené exempláře Talmudu měly být spáleny. Ještě na konci 19. století platil zákaz četby Talmudu pro katolíky, a to pod sankcí smrtelného hříchu.
Církev také omezovala nebo dle potřeby času zapovídala překlady bible do národních jazyků a zakazovala četbu těchto překladů. Odůvodňovala to tím, že Písmo svaté v řeči lidové zneužívali různí sektáři, zejména valdenští a albigenští, k hájení svých bludů.
Po vynálezu knihtisku se knihy začaly velmi rychle šířit, a to i spisy z hlediska církve závadné. Proto buly papežů Alexandra VI. z roku 1501 a Lva X. z roku 1515 zakazovaly tiskařům pod nejtěžšími tresty tisknout knihy bez předchozího svolení církevních představených. V bule Lva X. „Inter sollicitudines“ ze dne 4. května 1515 je jako trest za nedovolený tisk uvedena konfiskace a spálení celého nákladu příslušné knihy, peněžitá pokuta 100 dukátů a odnětí živnosti knihtiskařské na jeden rok.
Vystoupením Lutherovým a za reformace povstala celá záplava knih církvi katolické nepřátelských. Papež Lev X. bulou „Exurge Domine“ ze dne 15. června 1520 zapověděl číst knihy od Luthera sepsané, a to pod trestem pro kacíře stanoveným.
V této době začínají vznikat seznamy zapovězených knih, a to nejprve jako indexy partikulární, které obsahovaly knihy určitého národa nebo oblasti. Takovéto indexy (katalogy) vydal v Belgii císař Karel V., v Anglii král Jindřich VIII., další vydávaly univerzita lovaňská a univerzita pařížská a též někteří biskupové pro oblast své jurisdikce. Papežský vyslanec kardinál Giovanni della Casa uveřejnil takový seznam v Benátkách roku 1549. Papež Pavel IV. nařídil inkvizitorům, aby zhotovili seznam knih zapověděných pro celou církev. Tento první celocírkevní Index byl vytištěn roku 1557, ale na veřejnost se dostal až v roce 1559.
Záležitostí Indexu zabýval se též tridentský koncil, který ustavil komisi prelátů a teologů, kteří Index Pavla IV. upravili a doplnili a zároveň stanovili i pravidla pro vydávání, četbu a používání knih. Předsedou této komise se stal pražský arcibiskup Antonín Brus z Mohelnice. Index upravený z rozkazu sněmu tridentského byl vyhlášen papežem Piem IV. bulou „Domini Gregis“ dne 24. března 1564. V roce 1571 založil papež Pius V. samostatnou kongregaci, která se zabývala censurou tisku. Nazývala se Sacra Congregatio indicis librorum prohibitorum a její povinností bylo zkoumat a do seznamu zakázaných knih zařazovat knihy víře neb mravům nebezpečné. V roce 1917 tato povinnost přešla na Posvátnou kongregaci Svatého oficia.

## Obsah a vývojIndexupřed II. vatikánským koncilem

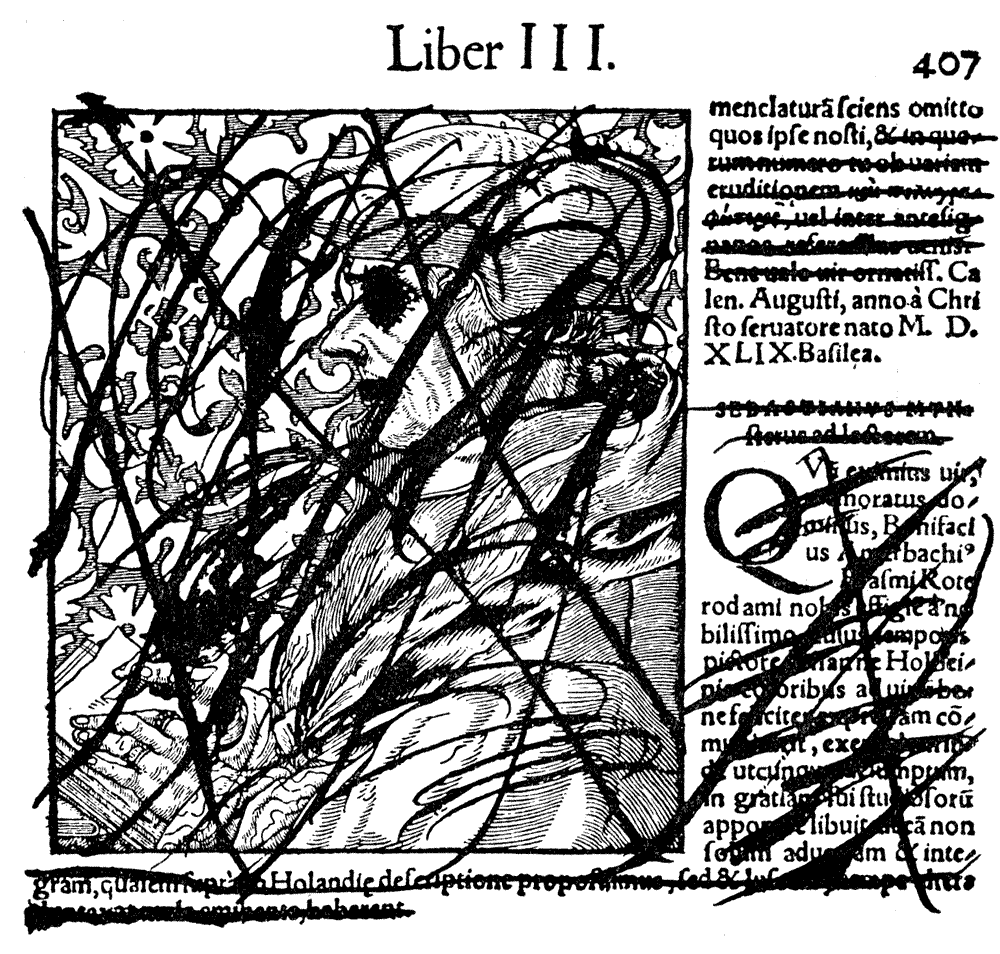
autor: Erasmus Rotterdamský

Index librorum prohibitorum byl od roku 1559 vydáván opakovaně; do roku 1966, kdy byl zrušen, vyšlo několik desítek vydání. Jednotlivá vydání se liší hlavně tím, že jsou přidávány další závadné tituly, ale občas byly některé zákazy i zrušeny. V roce 1835 byly např. z Indexu vypuštěny spisy Galileovy, Koperníkovy a Keplerovy. Větší úpravy byly provedeny v roce 1900, kdy byl vydán Index librorum prohibitorum papeže Lva XIII.
Index librorum prohibitorum neobsahoval všechny knihy, jejichž četbu katolická církev zakazovala. Bylo stanoveno, „že spisy, které před rokem 1600 buď papežové nebo všeobecné sněmy církevní zavrhli, i nadále zavrženy zůstaly, jak od nich původně byly odsouzeny, byť v novém indexu uvedeny nebyly.“ Proto v Indexu nejsou uvedeny spisy četných kacířů, které byly odsouzeny před tímto datem (Viklefa, Husa atd.).
Ale Index librorum prohobitorum neobsahoval ani všechny závadné knihy, které byly vydány po roce 1600. „Index není seznamem všech špatných knih v posledních třech stoletích vydaných, ani ne seznamem knih nejnebezpečnějších...“ Není v možnostech církve prozkoumat celou moderní literaturu. Index librorum prohibitorum je „seznam jen těch knih, které církevní úřady zkoumaly, za nebezpečné víře nebo mravům uznaly a zvláštním vynesením zapověděly. Možno tedy nazvati index sbírkou těchto jednotlivých církevních dekretů o knihách zapověděných za poslední tři století.“
Index nebyl jediným církevním zákonem o knihách. Naopak, Index byl jen doplňující částí všeobecných církevních dekretů o četbě zapověděných knih. Těchto církevních dekretů byla celá řada, ve 20. století představoval závaznou normu Kodex kanonického práva z roku 1917. Tento kodex zapovídal v kánonech číslo 1385, 1391, 1399 a 1400 několik druhů knih. Všeobecně byla zakázána četba knih, které nějak napadaly nebo zpochybňovaly náboženství, katolická dogmata a dobré mravy, hanobily církevní hierarchii a stav duchovní, zastávaly se manželské rozluky, pojednávaly o věcech obscénních atd. Dále byly obecně zavrženy knihy, v nichž se hájí racionalismus, materialismus, ateismus, pozitivismus, skepticismus, „jelikož těmito systémy podrývají se základy náboženství jak přirozeného, tak i katolického.“ Proto spisy některých zjevných bezbožníků (Marx, Schopenhauer, Nietzsche atd.) nebyly zařazeny na seznam zakázaných knih; spadaly totiž jednoznačně do kategorie knih, které byly věřícím zapovězeny obecným církevním zákonem. Na Index církev zařazovala především ty knihy, které by věřící mohli mylně pokládat za dovolené.
V Indexu nacházíme řadu známých autorů a knih. Figurují tam práce předních myslitelů a filozofů, například Montaignovy Eseje, díla francouzských osvícenců, spisy F. Bacona, Descarta, Spinozy, Hobbese, Locka, Huma, Comta, J. St. Milla, Kritika čistého rozumu Immanuela Kanta, Vývoj tvořivý nositele Nobelovy ceny H. Bergsona, dále práce Sartra a jiných filozofů. Z proslulých spisovatelů se na Index dostaly spisy nositelů Nobelovy ceny Anatola France, Maurice Maeterlincka, André Gida, dále díla Balzaca, Stendhala, Flauberta, Heina, Victora Huga, Zoly, Dumase (otce) i Dumase (syna), d'Annunzia, Daudeta, Alberta Moravii a dalších spisovatelů. Většinu položek v Indexu ovšem tvoří širší veřejnosti málo známé spisy teologické a náboženské, které jsou nějak závadné z hlediska katolické věrouky. V roce 1934 byl na Index zařazen také Mýtus dvacátého století nacistického ideologa Alfreda Rosenberga.
Knihy zapovězené nesměli katolíci číst, přechovávat, překládat, vydávat ani jinak rozšiřovat. Následky nedodržení tohoto zákazu byly odstupňované. Jednalo-li se o knihy kacířů nebo odpadlíků, které propagují herezi, apostázi či schizma, nebo o knihy zapovězené Apoštolskou Stolicí zvláštním listem, propadal viník trestu exkomunikace, tedy vyloučení z církve (ipso facto, latae sententiae). U knih, které byly sice zařazeny na Index, ale nesplňovaly podmínky pro trest exkomunikace, se čtenář dopouštěl neposlušnosti, porušoval zákaz daný církevním zákonem. Toto „nedbání zákona církevního, ač je-li vědomé, pravidelně bývá těžkým hříchem“. Některé nedovolené knihy („libri prohibiti“) byly uchovávány v knihovnách církevních institucí, hlavně klášterů, ve zvláštním uzavřeném oddělení, někdy zvaném „karcer“. Předpisy o tom, kdo smí zavržené knihy číst, se vyvíjely. Nejprve dával svolení jen papež, hlavně pro teology, kteří vyvraceli kacířské bludy, později mohli svolení dát i další církevní představení, např. ke studijním účelům.
Církev zdůrazňovala, že hlavním účelem zákazu knih je „vzdáliti od věřících nebezpečí zkázonosné četby“. Zákaz nějaké knihy nepovažovala církev za trest pro jejího autora, ovšem za podmínky, že se podrobí, tedy že knihu již nebude nadále vydávat, propagovat a šířit. Pokud příslušná římská kongregace posuzovala knihu váženého katolíka, bylo někdy připuštěno, aby autor mohl svou knihu obhajovat. Většinou však autoři k jednání přizváni nebyli, protože se prý nejednalo o osoby autorů, ale o odvrácení nebezpečí, jež hrozilo věřícím z jejich knih. Některé knihy byly zakázány s poznámkou „donec corrigantur“, tj. jejich četba byla zakázána, dokud nebudou opraveny; tato poznámka byla např. u spisů Descartových, a to i v posledním vydání Indexu z roku 1948.
I po roce 1559 byly kromě celocírkevního Indexu vydávány též místní sezamy zakázaných knih. Například pro české země bylo nutno vydat seznam, který by zahrnoval i závadnou literaturu, která byla psána česky a německy. Jednalo se především o spisy husitů, kališníků, stoupenců jednoty bratrské, luteránů apod. Z indexů, které byly vydány pro české země, nutno vzpomenout alespoň knihu jezuity Antonína Koniáše „Clavis haeresim claudens et aperiens. Klíč kacířské bludy k rozeznání otvírající, k vykořenění zamykající. Aneb Registřík některých bludných, pohoršlivých, podezřelých, nebo zapověděných kněh, s předcházejicími oučinlivými prostředky, s kterými pohoršlivé a škodlivé knihy vyskoumati a vykořeníti se mohou.“ Tento spis vyšel poprvé v roce 1729 a ve druhém, rozhojněném vydání roku 1749. Jeho sestavení úzce souviselo s rekatolizací v českých zemích, která byla doprovázena ničením velkého množství závadných knih. Koniáš sám vyznal, že vlastní rukou vmetal do ohně 30 000 knih; odhaduje se, že z toho byla asi polovina českých.
Index Koniášův posloužil jako základ při sestavování indexu pražského arcibiskupa Antonína Příchovského „Index librorum prohibitorum et corrigendorum“, který vyšel v roce 1770. Kromě obsáhlého úvodu obsahoval v druhé části (319 stran) seznam knih zakázaných nebo opravu potřebujících.
Index Příchovského vyšel v době, kdy se již začala rozvíjet i cenzura státní. Státní moc dokonce částečně omezila i platnost indexu arcibiskupa Příchovského. Patentem císaře Josefa II. ze dne 20. října 1781 bylo stanoveno, že za zakázané je možno považovat jen ty knihy ze zmíněného indexu, které zakáže též zeměpanská cenzura. Pokud biskupové soudí, že některá kniha je náboženství škodlivá, mají ji dle tohoto patentu oznámit státní cenzuře.

## ZrušeníIndexua další vývoj
Poslední vydání celocírkevního Indexu vyšlo v roce 1948. I po tomto datu byl však seznam zakázaných knih doplňován (např. o díla J.-P. Sartra, André Gida, Alberta Moravii, Nikose Kazantzakise, Simony de Beauvoirové) a bylo připravováno další vydání Indexu. Zároveň však sílila kritika Indexu zakázaných knih, a to i ze strany katolických intelektuálů. Na II. vatikánském koncilu (1962–1965) se někteří účastníci otevřeně dožadovali zrušení Indexu.
Dne 7. prosince 1965 byla zveřejněna apoštolská exhortace (motu proprio) papeže Pavla VI. „Integrae Servandae“, kterou byla Posvátná kongregace Svatého oficia (dříve Římská inkvizice) reformována a přejmenována na Kongregaci pro nauku víry. Bylo zachováno právo kongregace na cenzorování knih. Dále bylo stanoveno, že kongregace bude bedlivě zkoumat podezřelá díla dříve, než je odsoudí. Autorům bylo přiznáno právo na obhajobu. O procesu měl být rovněž zpraven biskup, v jehož diecézi dotyčný autor žil. O Indexu se dokument nezmiňoval.
Dne 14. června 1966 zveřejnil prefekt Kongregace pro nauku víry, kardinál Ottaviani, oznámení o zrušení Indexu zakázaných knih, který tak přestal být platným církevním zákonem. Index již nebude vydáván ani doplňován. Za čtení spisů v Indexu uvedených už nehrozí církevní trest.
V roce 1983 byl vydán nový Kodex kanonického práva. Ten v kánonu 823 stanoví: „(§ 1) Aby byla zachována neporušenost pravd víry a mravů, mají pastýři církve povinnost a právo dozírat, aby tištěným slovem nebo používáním hromadných sdělovacích prostředků nebyla poškozována víra ani mravy křesťanů; vyžadovat, aby vše, co se týká víry a mravů a má být křesťany vydáváno, bylo podrobeno posouzení pastýři církve; konečně mají povinnost a právo odmítnout spisy, které poškozují pravou víru a dobré mravy. (§ 2) Povinnost a právo podle § 1 náleží biskupům, jak jednotlivě, tak shromážděných na místních sněmech nebo na biskupských konferencích, pokud se to týká věřících svěřených jejich péči, a papeži, pokud se to týká veškerého božího lidu.“
Církevní orgány, především římská Kongregace pro nauku víry, občas upozorní na určitou knihu, která není v souladu s učením katolické církve. Platný Kodex kanonického práva z roku 1983 však již neobsahuje zákaz číst závadné knihy a nejsou v něm ani církevní sankce pro ty věřící, kteří by četli nějakou knihu, jež byla církevními orgány odmítnuta. Trvá ovšem morální povinnost nedávat do oběhu nebo číst knihy, které ohrožují víru a morálku. Katolická mravouka učí, že četba závadných knih není bez rizika, neboť může být příležitostí ke hříchu a vést k otupení náboženského a mravního cítění. Vždyť „špatné knihy i křesťany velice ctnostné a u víře vzdělané na bezcestí a do záhuby uvedly“.

## Někteří autoři, jejichž díla byla do Indexu zařazena
- Joseph Addison
- Vittorio Alfieri
- Dante Alighieri (pouze kniha De monarchia,[49][50] z Indexu vyškrtnuta v r. 1900)
- Johann Heinrich Alsted
- Johannes Althusius
- Johann Valentin Andreae
- Pietro Aretino
- Antoine Arnauld
- Francis Bacon
- Honoré de Balzac
- Pierre Bayle (veškeré spisy, opera omnia)
- Simone de Beauvoir (její knihy „Druhé pohlaví“ a „Mandaríni“ byly zařazeny na Index v roce 1956[51])
- Cesare Beccaria
- Jeremy Bentham
- Pierre-Jean de Béranger
- Henri Bergson
- George Berkeley
- Theodor Beza
- Giovanni Boccaccio (Dekameron byl v Indexu uváděn až do konce 19. století; vyškrtnut v roce 1900)[52]
- Jean Bodin
- Bernard Bolzano
- Ignác Antonín Born
- Robert Boyle
- Giordano Bruno
- Václav Budovec z Budova
- Pierre Jean Georges Cabanis
- Étienne Cabet
- Giacomo Casanova
- Baldassare Castiglione
- Pierre Charron (v Indexu pod „C“)
- Auguste Comte
- Étienne Bonnot de Condillac (1 spis)
- Nicolas de Condorcet (1 spis)
- Benjamin Constant
- Benedetto Croce
- Victor Cousin
- Ralph Cudworth
- Jean le Rond d'Alembert (některá díla, zařazen pod „D“)
- Gabriele d'Annunzio (zařazen pod „D“)
- Erasmus Darwin
- Léon Daudet
- Daniel Defoe
- René Descartes
- Antoine Destutt de Tracy
- Denis Diderot
- John William Draper
- Alexandre Dumas starší
- Alexandre Dumas mladší
- Barthélemy Prosper Enfantin
- Desiderius Erasmus (některé spisy na Indexu až do konce 19. století,[53] vyškrtnuty v roce 1900[54])
- Jan Scotus Eriugena
- François Fénelon
- Gustave Flaubert
- Robert Fludd
- Antonio Fogazzaro
- Bernard le Bovier de Fontenelle
- Ugo Foscolo
- Charles Fourier
- Anatole France
- Fridrich II. Veliký (uveden jako Frédéric II, roi do Prusse)
- Galileo Galilei (na Index zařazen roku 1634,[55] vyškrtnut v roce 1835[56])
- Giovanni Gentile
- Edward Gibbon
- André Gide (Gidovy spisy byly zařazeny na Index v roce 1952[57])
- Vincenzo Gioberti
- Hugo Grotius
- Madame Jeanne Guyon
- Heinrich Heine
- Claude Adrien Helvétius
- Thomas Hobbes
- Paul Heinrich Dietrich von Holbach – zařazen pod „D“ (d'Holbach)
- Victor Hugo
- David Hume
- Herbert z Cherbury (v Indexu pod „H“)
- Jakub I. Stuart
- Immanuel Kant (Kritika čistého rozumu byla zařazena na Index roku 1827)[58]
- Nikos Kazantzakis (román „Poslední pokušení“ na Indexu od roku 1954[59])
- Johannes Kepler (na Index zařazen roku 1649,[60] vyškrtnut v roce 1835[61])
- Adam František Kollár
- Mikuláš Koperník (na Index zařazen roku 1616,[62] vyškrtnut v roce 1835[61])
- Jean de La Fontaine
- Alphonse de Lamartine
- Félicité Robert de Lamennais
- Julien Offray de La Mettrie (všechny filozofické spisy)
- Andrew Lang
- Giacomo Leopardi
- Édouard Le Roy
- Justus Lipsius
- John Locke
- Alfred Loisy
- Niccolò Machiavelli (na Indexu od roku 1559[63] do konce 19. století[64], vyškrtnut v roce 1900[65])
- Maurice Maeterlinck
- Nicolas Malebranche
- Bernard Mandeville
- Jean-François Marmontel (pouze román Bélisaire)
- Charles Maurras
- Jean Meslier
- Adam Mickiewicz
- Jules Michelet
- John Stuart Mill
- John Milton („Ztracený ráj“ zařazen na Index roku 1732[66], vyškrtnut v roce 1900[67])
- Michel de Montaigne
- Montesquieu
- Alberto Moravia (na Index zařazen v roce 1952[68])
- Etienne-Gabriel Morelly
- Blaise Pascal (v Indexu pod Pascalovým pseudonymem → Montalte[69])
- Maude Petre
- Pierre-Joseph Proudhon
- François Rabelais (Rabelaisovo jméno bylo z Indexu vyškrtnuto v roce 1900[70])
- Leopold von Ranke
- Ernest Renan
- Samuel Richardson
- August Rohling
- Alfred Rosenberg
- Antonio Rosmini Serbati
- Jean-Jacques Rousseau
- George Sand (zařazena pod „D“: byla baronkou Dudevant/ovou/)
- Markýz de Sade
- Charles Augustin Sainte-Beuve
- Jean-Paul Sartre (na Index zařazen v roce 1948[71])
- Fausto Sozzini
- Baruch de Spinoza
- Stendhal
- Laurence Sterne
- David Strauss
- Emanuel Swedenborg
- Jonathan Swift (na Indexu od roku 1734 do konce 19. století, vyškrtnut v roce 1900[72])
- Eugène Sue
- Hippolyte Taine (jeho „Dějiny anglické literatury“ byly zařazeny na Index v roce 1866)[73]
- Jan Thadeus Meziříčský
- John Toland (jeho spis „Adeisidaemon“ byl zařazen na Index v roce 1722)[74]
- Johannes Trithemius
- Giulio Cesare Vanini
- Theodoor Hendrik van de Velde
- Constantin François Volney
- Voltaire
- Gerard Walschap
- Émile Zola

Do Indexu byla zařazena i Encyklopedie aneb Racionální slovník věd, umění a řemesel (kolektivní dílo), a to k roku 1758 a dále u jmen hlavních redaktorů: Diderot a d'Alembert.